# Pilatus PC-8D
Il Pilatus PC-8 Twin Porter è un aereo da trasporto/utility bimotore ad ala alta con capacità STOL, realizzato dall'azienda svizzera Pilatus Aircraft Ltd. dagli anni sessanta e rimasto allo stadio di prototipo.

## Storia del progetto

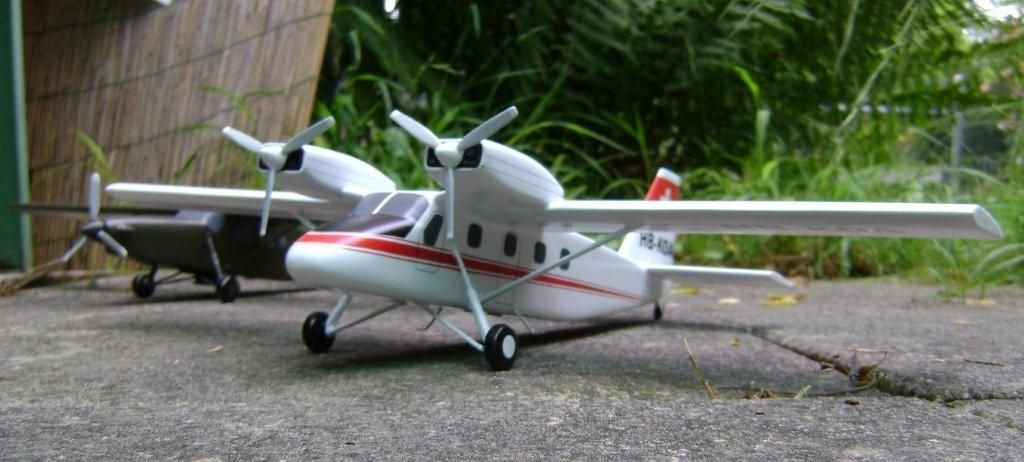
Modello del bimotore Pilatus PC-8D.

Nei primi anni sessanta del XX secolo, la Pilatus Aircraft Ltd. ricevette numerose richieste da parte di personale civile e militare per un velivolo con capacità simili al PC-6, ma più potente. Una prima soluzione fu sperimentata rimotorizzando il Pilatus PC-6 con una turboelica, che avrebbe poi dato origine al PC-6 "Turbo Porter". L'altra soluzione studiata fu un bimotore che sarà denominato PC-8D "Twin Porter".
Per il ridurre i costi di sviluppo vennero adottati vari componenti del PC-6 Porter monomotore, come la sezione centrale della fusoliera, e ali e il carrello di atterraggio principale. La fusoliera anteriore, la fusoliera posteriore, l'impennaggio di coda e la disposizione dei motori vennero sviluppati ex novo.
La configurazione alare verteva su un'ala alta dritta e rinforzata.  L'impennaggio di coda a freccia era dotata di uno stabilizzatore verticale. Il carrello di atterraggio era triciclo, posteriore, fisso, con ruotino di coda.
Furono prese in considerazione diverse disposizioni dei motori, tra cui una con i motori a destra e a sinistra del muso della fusoliera, simile al Dornier Do 28. Fu presa in considerazione anche una disposizione in tandem dei motori sopra la fusoliera, come nei precedenti idrovolanti Dornier Wal. La soluzione adottata vide i motori posizionati davanti alle ali, molto vicini alla fusoliera. I motori non erano montati sulle ali come di consueto, ma su un supporto motore separato, posizionato davanti ad esse. Non vi era alcun collegamento tra i motori e le ali. Disponendo i motori così vicini alla fusoliera, si sperava di raggiungere valori favorevoli per il volo monomotore. La cabina di pilotaggio era dotata di due sedili affiancati, mentre la cabina passeggeri ne conteneva altri otto. I sedili passeggeri potevano essere smontati per utilizzare la cabina per il trasporto merci. Vi si accedeva attraverso due grandi porte doppie poste sui lati, le cui dimensioni facilitavano l'imbarco e il carico.
La propulsione era assicurata da due motori Lycoming IO-540-GIB5  a sei cilindri orizzontali contrapposti, raffreddato ad aria, eroganti ciascuno la potenza di 290 CV (220 kW. Le eliche erano due Hartzell HC-A3VK/V8433-4 a 3 pale, del diametro di 2,03 m.
Il primo volo del prototipo (immatricolato HB-KPA) del PC-8D Twin Porter avvenne il 28 novembre 1967 con ai comandi il collaudatore Hans Galli. Il nuovo aereo venne presentato allo ILA di Hannover dal 26 aprile al 5 maggio 1968.
I collaudi in volo durarono più di un anno e non furono soddisfacenti, così il progetto fu abbandonato alla fine di gennaio 1969. Il fattore decisivo fu l'insufficiente potenza monomotore , che rese impossibile la certificazione secondo la specifica FAR23. L'unico velivolo costruito fu demolito dopo il completamento del progetto.
Già prima del primo volo del Twin Porter era disponibile un prodotto separato con prestazioni migliorate il Pilatus PC-6 Turbo Porter.